# Кекилова, Аннасолтан Сеидовна
Аннасолтан Сеидовна Кекилова (1942—1983) — туркменская поэтесса.

## Биография
Родилась в поселке Кеши близ Ашхабада.
Окончила Туркменский государственный университет. После окончания университета два года проработала в средней школе, также писала детские стихи. В шестидесятых годах вышли в свет три книги с её стихами, изданные под редакцией детской газеты «Мыдам Тайяр». В конце шестидесятых стала сотрудничать с группой московских правозащитников (в том числе и с группой Сахарова-Боннер). Открыто высказывала критические взгляды в отношении ЦК КП Туркмении, обращаясь в адрес XXIV съезда ЦК КПСС. Последующие увольнения с работы, прекращение издания книги и неоднократные вызовы в КГБ побудили Аннасолтан отказаться от гражданства СССР и обратиться за политическим убежищем в посольство Великобритании. В 1971 была арестована КГБ, признана невменяемой и помещена в психолечебницу. 12 лет, до смерти 19 июня 1983, провела в психиатрических клиниках аула Кёши, г. Ашхабада, поселка Гёоктепе, г. Дашогуза, г. Москвы.

## Арест
26 августа 1971 года, Кекилова была насильно помещена в психиатрическую больницу. Её мать, О. Сеидова, обращалась в ЦК КПСС с письмом, сообщала, что её дочь, абсолютно здорова и никогда не состояла на учете у психиатров. О. Сеидова, также обращалась с заявлением в международный отдел ЦК КПСС (копия направлена председателю Комитета государственной безопасности Андропову) с изложением обстоятельств дела. В заявление говорится: « 26 августа сего года, к нам домой явилась „скорая помощь“, которую никто не вызывал и в которой никто не нуждался. Мою дочь, совершенно здоровую, насильно, скрутив руки, грубо отбросив малолетнего сына в сторону, посадили в машину и увезли в психбольницу объяснив, что взяли её для обследования. Врачи в этой психбольнице ей сказали, что она здорова, однако потребовали дать расписку о том, что её критические заявления в ЦК КПСС это всего лишь результат нервного срыва . Несмотря на угрозы оставить её в стенах лечебницы пожизненно, Аннасолтан отказалась давать такую расписку.»

## Семья
Племянница Амана Кекилова и Шали Кекилова

## Творчество
Большинство стихов было утеряно после пожара в доме, в котором проживала Аннасолтан, в том числе цикл «Афганистан». Известным туркменским режиссёром, Шихмурад Аннамурадовым, был снят фильм под названием «Омурзая йылдызы» («Одинокая звезда» перевод с туркменского), который посвящался жизни и творчеству Аннасолтан.

## Стихи
- «Маковое поле»